# Jas

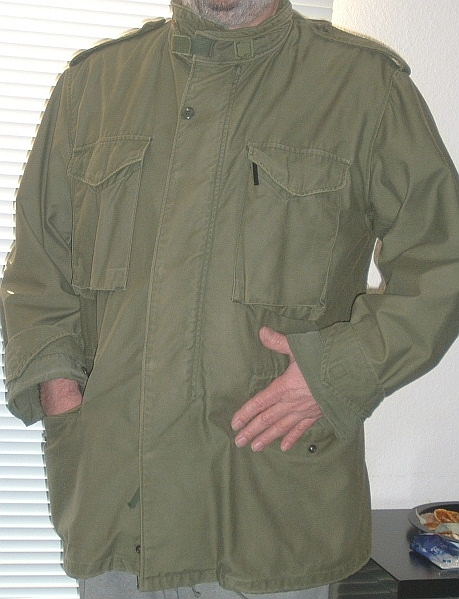
Legerjas

Een jas (in België ook wel frak genoemd) is een kledingstuk dat men over de normale kleding heen draagt om zich te beschermen tegen kou of neerslag. Jassen hebben gewoonlijk lange mouwen en zijn aan de voorkant open. Ze kunnen gesloten worden door middel van knopen, een ritssluiting, een riem of anderszins, dan wel door een combinatie van deze.
Met jasje wordt in het algemeen een colbert of blazer bedoeld. Daaroverheen kan, indien de weersomstandigheden dat nodig maken, bijvoorbeeld een overjas of mantel gedragen worden.
Soorten jassen:
- anorak
- badjas
- blazer
- bodywarmer
- bolero
- bomberjack
- bontjas, pelsjas
- colbert
- duffel
- jagersjas
- jopper
- laboratoriumjas
- lakjas
- mantel, cape
- parka
- poncho
- ochtendjas
- overjas
- regenjas, regenmantel
- sheltersuit
- slipjas, pandjesjas
- stofjas
- trenchcoat
- ventilatorjas
- waxjas
- windjack
- winterjas, wintermantel
- zomerjas

## Jaslengtes
- Jack – zeer korte jas, valt tot boven de heup
- Korte jas – valt net tot de heup
- Halflange jas – valt tot halverwege de dij
- Driekwart jas – valt net boven de knie
- Lange jas – valt tot halverwege de kuit